# 957
سنة 957 م كانت سنة بسيطة تبدأ يوم الخميس (الرابط يظهر نموذج التقويم الكامل للسنة) من التقويم اليولياني.

## وفيات
- المسعودي
- ابن الوزان القيرواني